# Angie Cepeda
Angélica Maria Cepeda Jimenez (Cartagena de Indias, Colòmbia, 2 d'agost de 1974), més coneguda com a Angie Cepeda, és una actriu colombiana.

## Biografia
De petita volia estudiar publicitat, però es va adonar que el que volia fer a la seva vida realment era actuar. Per això va decidir traslladar-se amb una germana de la seva mare a Bogotà i allà va començar la seva carrera d'actriu. Va començar a estudiar interpretació i actuació, el seu primer treball va ser en un anunci de la cervesa colombiana Águila. A partir d'aquest moment va començar la seva carrera, després va seguir fent anuncis publicitaris, telenovel·les, alguns programes de televisió i cinema.
Les telenovel·les on tingué més èxit foren Luz María (1998) i Pobre Diabla (2000), que són les que li van donar fama internacionalment.
La seva primera intervenció al cinema, va ser amb un paper de la pel·lícula Ilona llega con la lluvia. Obtingué el premi a la millor actriu per la seva interpretació a la pel·lícula argentina Samy y yo al Festival Internacional de Cine de Viña del Mar (Xile). En total ha actuat a pel·lícules espanyoles, peruanes, colombianes, argentines, italianes i estatunidenques.
Des del seu treball en la pel·lícula Oculto, li sorgiren diverses ofertes a Espanya, fet que la va decantar per deixar els Estats Units i traslladar-se a Espanya.
Des del 2010 treballa a la sèrie d'Antena 3 Los protegidos, on fa el paper de Jimena, la mare de la família, encara que no sigui de sang.

## Trajectòria

### Telenovel·les
- La maldición del paraíso (1993) com a Laura
- Sólo una mujer (1995) com a Carolina Altamirano
- Candela (1996) com a Candelaria Daza
- Las Juanas (1997) com a Juana Valentina
- Luz María (1998) com a Luz María "Lucecita"
- Pobre Diabla (2000) com a Fiorella Morelli

### Pel·lícules
- Ilona llega con la lluvia (1996) com a Zulema
- Pantaleón y las Visitadoras (1999) com a Olga La Colombiana
- Leyenda de fuego (2000) com a Cecilia
- La destinación no tiene favoritos (2000) com a María
- Samy y yo (Un tipo corriente) (2001) com a Mary
- Il Paradiso All'Improvviso (El Paraiso Improvisto) (2003) com a Amaranta
- Love for rent (Amor de alquiler) (2003) com a Sofia
- Oculto (2004) com a Natalia
- El muerto (2005) com a María
- El amor en tiempos de cólera (2007) com a La Vídua de Nazareth
- El mal aliento (2009) com a Sara
- Una hora más en Canarias (2009) com a Claudia
- Heleno de Freitas (2010) com a Diamantina

### Curtmetratges
- De pasada (2007) com a Marina
- Privateer (2009) com a Catherine

### Sèries
- Vientos de agua (2005) com a Mara
- Fuera de sitio (2008) com a Sol
- Los protegidos (2009-2011) com a Jimena
- Pablo Escobar, el Patrón del Mal (2012) com a la periodista Regina Parejo (Virginia Vallejo)